# Pierre Haon
Pierre Haon est un footballeur puis entraîneur français, né le 11 octobre 1966 à Saint-Chamond. Il évolue comme défenseur ou milieu.

## Biographie
En 1983, il fait partie de l'équipe de France juniors B1 aux côtés d'Alain Roche, Christophe Galtier et Franck Silvestre.
Après des débuts au sein de son club formateur de l’AS Saint-Étienne, il évolue un an dans le club du FC Metz (1990-1991) avant de retourner à son club d’origine pour une saison (1991-1992). Après cela, il s’engage dans les clubs du Perpignan FC, du Havre AC et termine sa carrière en troisième division, dans les clubs de l'AS Lyon-Duchère et de l'US Créteil.
Pierre Haon dispute 172 rencontres de Division 1 pour 13 buts marqués.
En janvier 2002, il est diplômé du DEF (Diplôme d'entraîneur de football). Devenu entraîneur, il dirige notamment le CS Meaux, Saint-Chamond Foot et ASF Andrézieux-Bouthéon.

## Statistiques joueurs
Le tableau ci-dessous résume les statistiques en match officiel de Pierre Haon durant sa carrière de joueur professionnel.
| Saison                | Club                  | Championnat           | Championnat | Championnat | Coupe(s) nationale(s) | Coupe(s) nationale(s) | Total | Total |
| Saison                | Club                  | Division              | M.          | B.          | M.                    | B.                    | M.    | B.    |
| 1985-1986             | AS Saint-Étienne      | Division 1            | 1           | 0           | -                     | -                     | 1     | 0     |
| 1986-1987             | AS Saint-Étienne      | Division 1            | -           | -           | -                     | -                     | 0     | 0     |
| 1987-1988             | AS Saint-Étienne      | Division 1            | 38          | 5           | 1                     | 0                     | 39    | 5     |
| 1988-1989             | AS Saint-Étienne      | Division 1            | 31          | 2           | 1                     | 0                     | 32    | 2     |
| 1989-1990             | AS Saint-Étienne      | Division 1            | 20          | 1           | 3                     | 2                     | 23    | 3     |
| 1990-1991             | FC Metz               | Division 1            | 27          | 2           | 2                     | 1                     | 29    | 3     |
| 1991-1992             | AS Saint-Étienne      | Division 1            | 31          | 3           | 3                     | 0                     | 34    | 3     |
| 1992-1993             | Perpignan FC          | Division 2            | 28          | 2           | -                     | -                     | 28    | 2     |
| 1993-1994             | Le Havre AC           | Division 1            | 25          | 0           | 1                     | -                     | 26    | 0     |
| 1994-1995             | AS Lyon-Duchère       | National              | 30          | 2           | -                     | -                     | 30    | 2     |
| 1995-1996             | US Créteil            | National              | 31          | 0           | 1                     | 0                     | 32    | 0     |
| 1996-1997             | US Créteil            | National              | 23          | 2           | 3                     | 0                     | 26    | 2     |
| Total sur la carrière | Total sur la carrière | Total sur la carrière | 285         | 19          | 15                    | 3                     | 300   | 22    |